# Chelan County
Chelan County är ett administrativt område i delstaten Washington, USA, med 72 453 invånare. Den administrativa huvudorten (county seat) är Wenatchee. 
Del av North Cascades nationalpark ligger i countyt. 

## Geografi
Enligt United States Census Bureau har countyt en total area på 7 753 km². 7 566 km² av den arean är land och 187 km² är vatten. 

### Angränsande countyn
- Okanogan County, Washington - nordöst
- Douglas County, Washington - öst
- Kittitas County, Washington - syd
- King County, Washington - sydväst
- Snohomish County, Washington - väst
- Skagit County, Washington - nordväst